# ブルガリア社会民主党
ブルガリア社会民主党（ブルガリアしゃかいみんしゅとう、ブルガリア語: Български социалдемократи、Partija Balgarski Socialdemokrati）は、ブルガリアの社会民主主義政党。国際的には社会主義インターナショナル、欧州議会では欧州社会党に所属している。かつてはブルガリア社会党などとともに、政治ブロック「ブルガリアのための連合」を構成していた。 2001年国民議会選挙では、同連合は、17.1パーセントを獲得し、48議席を得た。2005年6月25日に行われた国民議会選挙では、得票率34.2パーセントで82議席を獲得した。